# کلاس بوخلی
کلاس بوخلی (هلندی: Klaas Buchly; ۲۶ ژانویهٔ ۱۹۱۰ – ۱۹ مهٔ ۱۹۶۵) دوچرخه‌سوار اهل هلند بود.